# Családfamodell
Családfamodellnek nevezzük a nyelvészetben a 19. század közepén August Schleicher által kifejlesztett rendszert, mely abból indul ki, hogy a nyelvek fejlődése az evolúció biológiai folyamatával analóg módon leírható. A nyelvek viszonya és egymásra hatása ennek értelmében szintén egyfajta evolúciót mutat, mely változások egy családfamodellel ábrázolhatók. Schleicher elméletének alátámasztásra – többek között – az indogermán (vagy indoeurópai) nyelvek családfáját szerkesztette meg.
A családfamodell egy hierarchikus modell, melyben a kifejlődött nyelv az ősével rokonságban áll. Az újlatin nyelvek eszerint a latinból fejlődtek ki, a latin pedig az italikus nyelvek egyik „utóda”, mely utóbbi pedig az indogermán nyelvcsaládból fejlődött ki. A családfamodellt ma elsősorban nyelvek közötti rokonság és csoportosítások szemléltetésére használják.
A nyelvek összehasonlításával felismerhetők a nyelvek közötti rokonsági fokozatok.
A családfamodell elmélete feltételezi, hogy a nyelvek egy tőről fakadnak, azaz létezhetett egy közös ősnyelv. Erre utalnak az alapszókincs egyes jelenségei, ill. genetikai kutatások is. A közös ősnyelv létét azonban még nem sikerült egyértelműen bebizonyítani.

## Külső hivatkozások
- A családfamodell és következményei – megdőlt a nyelvrokonság? (Nyest.hu, 2011. február 21.)